# Вулиця Комарова (Херсон)
Вулиця Комаро́ва (колишня назва — Торгова) — вулиця, розташована в Корабельному районі Херсона.
На цій вулиці під час земляних робіт було знайдено срібну римську монету часів правління імператора Люція Вера (161—169), що свідчить про давнє перебування людини на території сучасного Херсона.
Вулиця почала забудовуватися в першій половині XIX ст. від берега річки Кошової, отримавши назву Торгової. До кінця століття вона простяглася до сучасної вул. Робочої, а нині — вже до Миколаївського шосе.

## Історія вулиці
Плани міста 1792 та 1799 рр. фіксують на місці нинішньої вулиці «Офіцерські квартири та солдатські казарми», а також «морські казарми». На початку XIX ст. тут знаходився Чорноморський шпиталь, після чого — знов казарми. Під час Кримської війни 1853—1856 рр. у морських казармах розміщувався один зі шпиталів для поранених захисників Севастополя. Тут також знаходилася площа, що отримала в другій половині XIX ст. назва Олександрівської; на початку нашого століття виросли невеликі підприємства, проводилися ярмарки.

## Будинки
У будинку № 2 у 1914 р. поміщики Тропіни з доброчинною метою відкрили лікарню. У часи Першої світової війни тут лікували переважно поранених. У березні 1918 р. район лікарні став місцем запеклих боїв австро-німецьких військ із більшовиками. 14 березня 1944 р., наступного дня після звільнення міста від фашистів, у приміщенні лікарні розмістилася група медсанбату 295-ї стрілецької дивізії, а опісля три дні — польовий шпиталь. В даний час будівля належить лікарні Корабельного району, поряд виросли п'яти- й дев'ятиповерхові корпуси лікарняних відділень, поліклініка № 1.
За лікарнею вулиця ніби зникає, дійшовши до заводу карданних валів, і з'являється знов за півтора кілометри.